# وسام نجمة رومانيا
وسام نجمة رومانيا (بالرومانية: Ordinul Steaua României) هو أعلى وسام مدني في رومانيا وثاني أعلى وسام دولة بعد وسام مايكل الشجاع السابق، يمنحه رئيس رومانيا، وله خمس طبقات مُرتبة من الأدنى إلى الأعلى: الضابط، والقائد، والضابط الأكبر، والصليب الكبير، والصليب الكبير ذو الياقة.

## الدرجات
وفقًا للقانون 29/2000 ، المتعلق بنظام الأوسمة الوطني في رومانيا ، توجد حاليًا ست درجات:
- الدرجة الأولى: الياقة ( كولان )
- الدرجة الثانية: جراند كروس ( ماري كروس )
- الدرجة الثالثة: ضابط كبير ( Mare Ofiţer )
- الدرجة الرابعة: القائد (Comandor)
- الدرجة الخامسة: ضابط (Ofiţer)
- الدرجة السادسة: فارس ( كافالر )

## المستفيدين البارزين

### الفئة الأولى (1877–1948)
- Ernesto Burzagli[2]
- الأرشيدوق يوجين من النمسا (1881)
- Jan Karcz
- Aristide Razu (1918)
- هاري جدعون ولز (1919)
- هندريك بيتر نيكولاس مولر (1922)
- Scarlat Cantacuzino
- ارتور فلبس (1920, 1933)
- Edward Rydz-Śmigły
- Jack Corbu (1930)
- Stanisław Maczek
- Amha Selassie of Ethiopia
- رودلف والدن
- فريتز ويت (1942)
- مارتن أونرين
- Jagatjit Singh of Kapurthala (1935)
- Walter Staudinger (1942)
- إسماعيل الخالدي (سلطان جوهر) (1942)
- فالتر فينك (1943)
- Emmerich Jordan (1944)
- صموئيل س. كامينغ (WWII)
- Paul de Smet de Naeyer

### الفئة الثانية (منذ 1998)

#### الأجانب
| الرتيب | الاسم                         | الصفة                           | السنة |
| ------ | ----------------------------- | ------------------------------- | ----- |
| 1      | جاك شيراك                     | رئيس فرنسا                      | 1998  |
| 2      | ألبرتو فوجيموري               | رئيس بيرو                       | 1998  |
| 3      | مارتي أهتيسآري                | رئيس فنلندا                     | 1998  |
| 4      | بيتار ستويانوف                | رئيس بلغاريا                    | 1998  |
| 5      | ألكسندر كفاشنيفسكي            | رئيس بولندا                     | 1999  |
| 6      | طوماس كلستيل                  | رئيس النمسا                     | 1999  |
| 7      | كونستانتينوس ستيفانوبولوس     | رئيس اليونان                    | 1999  |
| 8      | سليمان دميرل                  | رئيس تركيا                      | 1999  |
| 9      | هارلد الخامس                  | ملك النرويج                     | 1999  |
| 10     | حمد بن خليفة آل ثاني          | أمير قطر                        | 1999  |
| 11     | جابر الأحمد الصباح            | أمير الكويت                     | 1999  |
| 12     | نور سلطان نزارباييف           | رئيس كازاخستان                  | 1999  |
| 13     | رجب ميداني                    | رئيس ألبانيا                    | 1999  |
| 14     | عيزر فايتسمان                 | رئيس إسرائيل                    | 1999  |
| 15     | بيترو وتشنسكي                 | رئيس مولدوفا                    | 2000  |
| 16     | إليزابيث الثانية              | ملكة المملكة المتحدة            | 2000  |
| 17     | خورخي سامبايو                 | رئيس البرتغال                   | 2000  |
| 18     | أرباد كونز                    | رئيس المجر                      | 2000  |
| 19     | مارغريت الثانية ملكة الدنمارك | ملكة الدنمارك                   | 2000  |
| 20     | رودولف شوستر                  | رئيس سلوفاكيا                   | 2000  |
| 21     | ستيبان ميسيتش                 | رئيس كرواتيا                    | 2000  |
| 22     | إرنستو زيديلو                 | رئيس المكسيك                    | 2000  |
| 23     | فيرناندو أنريك كاردوسو        | رئيس البرازيل                   | 2000  |
| 24     | بوميبول أدولياديج             | ملك تايلاند                     | 2000  |
| 25     | ليونيد كوتشما                 | رئيس أوكرانيا                   | 2000  |
| 26     | إميل لحود                     | رئيس لبنان                      | 2001  |
| 27     | كوفي أنان                     | أمين عام الأمم المتحدة          | 2001  |
| 28     | بياتريكس ملكة هولندا          | ملكة هولندا                     | 2001  |
| 29     | فالداس أدامكوس                | رئيس ليتوانيا                   | 2001  |
| 30     | فيرا فايك فريبيرجا            | رئيس لاتفيا                     | 2001  |
| 31     | أندرو بيرتي                   | رئيس منظمة فرسان مالطة المسيحية | 2002  |
| 32     | زايد بن سلطان آل نهيان        | رئيس الإمارات العربية المتحدة   | 2002  |
| 33     | غلوريا ماكاباغال أرويو        | رئيس الفلبين                    | 2002  |
| 34     | ميلان كوتشان                  | رئيس سلوفينيا                   | 2002  |
| 35     | فيرينس مادل                   | رئيس المجر                      | 2002  |
| 36     | جورج بوش الابن                | رئيس الولايات المتحدة           | 2002  |
| 37     | Mauro Chiaruzzi               | نقباء ريجنت سان مارينو          | 2002  |
| 38     | Giuseppe Maria Morganti       | نقباء ريجنت سان مارينو          | 2002  |
| 39     | زين العابدين بن علي           | رئيس تونس                       | 2003  |
| 40     | كارل السادس عشر غوستاف        | ملك السويد                      | 2003  |
| 41     | خوان كارلوس الأول             | ملك إسبانيا                     | 2003  |
| 42     | كارلو أزيليو تشامبي           | رئيس إيطاليا                    | 2003  |
| 43     | أرنولد روتل                   | رئيس إستونيا                    | 2003  |
| 44     | الدوق الأكبر هنري             | دوق لوكسمبورغ الأكبر            | 2004  |
| 45     | أنجيلو سودانو                 | وزير الخارجية الكاردينال        | 2004  |
| 46     | إدي فينيش أدامي               | رئيس مالطا                      | 2004  |
| 47     | جوزيبي أرزيلي                 | نقباء ريجنت سان مارينو          | 2004  |
| 48     | روبرتو راسكي                  | نقباء ريجنت سان مارينو          | 2004  |
| 49     | ريكاردو لاغوس                 | رئيس تشيلي                      | 2004  |
| 50     | إلهام علييف                   | رئيس أذربيجان                   | 2004  |
| 51     | عبد الله الثاني بن الحسين     | ملك الأردن                      | 2005  |
| 52     | تاريا هالونن                  | رئيس فنلندا                     | 2006  |
| 53     | جورج بالاد                    | Professor                       | 2007  |
| 54     | تارسيسيو بيرتون               | وزير الخارجية الكاردينال        | 2008  |
| 55     | ماثيو فستينغ                  | رئيس منظمة فرسان مالطة المسيحية | 2008  |
| 56     | ليخ كاتشينسكي                 | رئيس بولندا                     | 2009  |
| 57     | ميشال سليمان                  | رئيس لبنان                      | 2009  |
| 58     | ألبير الثاني                  | أمير موناكو                     | 2009  |
| 59     | ألبير الثاني ملك بلجيكا       | ملك بلجيكا                      | 2009  |
| 60     | ميهاي غيمبو                   | رئيس مولدوفا                    | 2010  |
| 61     | جورج أبيلا                    | رئيس مالطا                      | 2010  |
| 62     | فالديس زاتلرز                 | رئيس لاتفيا                     | 2011  |
| 63     | توماس هندريك إيلفس            | رئيس إستونيا                    | 2011  |
| 64     | جورجو نابوليتانو              | رئيس إيطاليا                    | 2011  |
| 65     | بيترو بارولين                 | وزير الخارجية الكاردينال        | 2015  |
| 67     | أنيبال كافاكو سيلفا           | رئيس البرتغال                   | 2015  |
| 68     | داليا غريباوسكايتي            | رئيس ليتوانيا                   | 2016  |
| 69     | سيرجيو ماتاريلا               | رئيس إيطاليا                    | 2016  |
| 70     | روسن بليفنلييف                | رئيس بلغاريا                    | 2016  |
| 71     | يواخيم غاوك                   | رئيس ألمانيا                    | 2016  |
| 72     | أندجي دودا                    | رئيس بولندا                     | 2016  |
| 73     | فرانسوا أولاند                | رئيس فرنسا                      | 2016  |
| 74     | آندريه كيسكا                  | رئيس سلوفاكيا                   | 2016  |
| 75     | نيكولاي تيموفتي               | رئيس مولدوفا                    | 2016  |
| 76     | كوليندا غرابار كيتاروفيتش     | رئيس كرواتيا                    | 2017  |
| 77     | كيرستي كاليولايد              | رئيس إستونيا                    | 2021  |

#### حسب الدرجة
الدرجة الأولى
- عبد الله الثاني بن الحسين
- جورج أبيلا
- فالداس أدامكوس
- ألبير الثاني ملك بلجيكا
- ألبير الثاني
- أمها سيلاسي
- Teoctist Arăpașu
- غلوريا ماكاباغال أرويو
- ترايان باسيسكو
- بياتريكس ملكة هولندا
- زين العابدين بن علي
- كارل السادس عشر غوستاف
- جاك شيراك
- كارلو أزيليو تشامبي
- إميل كونستانتينسكو
- نيكولاي كورنيانو
- ايون دراجالينا
- أندجي دودا
- إليزابيث الثانية
- ماثيو فستينغ
- يواخيم غاوك
- ميهاي غيمبو
- داليا غريباوسكايتي
- تاريا هالونن
- هارلد الخامس
- ايوان هولندر
- فرانسوا أولاند
- إيون إيليسكو
- توماس هندريك إيلفس
- جابر الأحمد الصباح
- ليخ كاتشينسكي
- آندريه كيسكا
- طوماس كلستيل
- إميل لحود
- مارغريت الثانية ملكة الدنمارك
- سيرجيو ماتاريلا
- ميخائيل ملك رومانيا
- جورجو نابوليتانو
- نور سلطان نزارباييف
- Josef Šnejdárek
- أنجيلو سودانو
- كونستانتينوس ستيفانوبولوس
- بيتار ستويانوف
- حمد بن خليفة آل ثاني
- جيرمان ستيبانوفيتش تيتوف
- عيزر فايتسمان

الدرجة الثانية
- الويس ليكسا فون أهرنتال
- مارتي أهتيسآري
- يلدرم آقبولوت
- ألبرت الأول ملك بلجيكا
- الأرشيدوق ألبرخت دوق تيشن
- ألبرت فيكتور دوق كلارنس وأفوندال
- ألكسندر الثالث
- ألكسندر الأول باتنبرغ
- الكسندرا كونتيسة فردريكسبورج
- أمير بافاريا ألفونس
- ألفريد ، أمير مونتينوفو الثاني
- Teoctist Arăpașu
- الكونت كاسمير فيليكس باديني
- إيهود باراك
- برثلماوس الأول
- ديفيد بيتي، إيرل بيتي الأول
- كورت بيك
- رادو بيلاغان
- سيلفيو برلسكوني
- أندرو بيرتي
- بيراندرا ملك نيبال
- هربرت فون بيسمارك
- أوتو فون بسمارك
- ألبريشت فون بوزيلاغر
- فيكتور، أمير نابليون [الإنجليزية]
- بطرس بطرس غالي
- جوزيف بروز تيتو
- برنارت فون بولوف
- إرنستو بورزالي
- ليو فون كابريفي
- الأمير كارل، دوق فستريوتلاند
- كارول الأول
- تشارلز[4]
- كريستيان التاسع ملك الدنمارك
- الأمير كريستيان من شليسفيغ هولشتاين
- Doina Cornea
- بات كوكس
- البطريرك ديودوروس القدس
- بولنت أجاويد
- ادمون دي جايفير ديستروي
- إدوارد السابع ملك المملكة المتحدة
- إرنست لويس دوق هيس الأكبر
- إرنست الأول دوق ساكس ألتنبرغ
- الأرشيدوق يوجين من النمسا
- الأمير يوجين ، دوق نارك
- لوران فابيوس
- فيليب السادس ملك إسبانيا
- فرديناند الأول ملك رومانيا
- فرانس فرديناند
- فرانتس يوزف الأول
- فريدريك الثامن
- فريدريك الأول دوق أنهالت
- فريدرش الثالث
- الأمير فريدريش من هوهنتسولرن [الإنجليزية]
- فريدريك وليم ، دوق مكلنبورغ ستريليتس
- فريدريك ولي عهد الدنمارك
- كورت فريك
- الأمير فريدريش ليوبولد من بروسيا
- الأمير جورج بافاريا
- Agenor Maria Gołuchowski
- دان جريجوري
- إرميا جريجوريسكو
- فيلهلم فون هانكي
- ايونيل هايدوك
- تاريا هالونن
- رفيق الحريري
- الأمير هاينريش من ولاية هيسن والراين
- هاينريش أمير بروسيا
- شتيفان هيل
- الدوق الأكبر هنري
- هنريك أمير الدنمارك
- ياب دي هوب شيفر
- كلاوس يوهانيس
- موغور إيسوريسكو
- يواكيم أمير الدنمارك
- الأرشيدوق يوزيف كارولي من النمسا [الإنجليزية]
- ليونيل جوسبان
- جان كلود يونكر
- إيوان كالينديرو
- فياتشيسلاف موشيه كانتور
- كاريكين الثاني
- كارل أنتوني، أمير هوهنتسولرن
- حسين كيفريك أوغلو
- كونستانتين هوهنلوه-شيلينجزفورست
- أليكسي كوروباتكين
- ألكسندر كفاشنيفسكي
- يوجينيوس كوياتكوفسكي
- شوان ليكباي
- ليوبولد أمير بافاريا
- ليوبولد، أمير هوهنتسولرن-سيغمارينغن
- ليفيو ليبريسكو
- لويس الرابع دوق هسن
- أمير بافاريا لودفيغ فرديناند
- أرشيدوق لودفيغ فيكتور من النمسا
- لويس الأول ملك البرتغال
- هوريا ماكيلاريو
- ماريا تريزا، الدوقة العظمى للوكسمبورغ
- ميخائيل ملك رومانيا
- الدوق الأكبر ميخائيل أليكساندروفيتش من روسيا
- لويس ميشيل
- ميلان الأول ملك صربيا
- هيلموت فون مولتكه الأصغر
- لويس مونتباتن
- هندريك بيتر نيكولاس مولر
- فاليريو مونتينو
- أدريان ناستاسه
- نيقولا الثاني إمبراطور روسيا
- ماريانا نيكولسكو
- أولاف الخامس
- أوتو فرانتس أرشيدوق النمسا
- جورج بالاد
- الملكة باولا من بلجيكا
- الكسندر أوقست ويلهلم فون بيب
- بيدرو الثاني إمبراطور البرازيل
- موريس بيليه
- جوران بيرسون
- نيكولاي بيتريسكو كومنين
- كريستيان بونسليه
- رومانو برودي
- مظفر الدين شاه
- أنتوني فيلهلم رادزويتش
- جان بيير رافاران
- الأرشيدوق رينر فرديناند من النمسا
- إيوان روكانو
- جورج روبرتسون
- جيل كارلوس رودريغيز إغليسياس
- الأمير رودولف من ليختنشتاين
- رودولف
- روبريخت ، ولي عهد بافاريا
- Edward Rydz-Śmigły
- غيرهارد شرودر
- فولفغانغ شوسل
- والتر شويمر
- سيلفيا ملكة السويد
- جاجاتجيت سينغ
- براتاب سينغ من إيدار
- فاسيليوس سكوريس
- الملكة صوفيا
- إدموند شتويبر
- جان سيروف
- Eduard Taaffe, 11th Viscount Taaffe
- ألفريد فون تيربيتز
- الكسندرو توديا
- إرنست تروبريدج
- تشارلز دورسيل
- فيكتوريا
- جريجور فيرو
- تشارلز جيه فوبيكا
- رودلف والدن
- جورج فاسيلكو فون سيريكي
- آلان واتسون ، بارون واتسون من ريتشموند
- الكونت هانز فايس
- فيلهلم أمير هوهنتسولرن [الإنجليزية]
- وليام أمير ويد
- سيرجي ويت
- أغسطس zu Eulenburg
- أدريان زوكرمان

الدرجة الثالثة
- Dinu Adameșteanu
- Radu Aldulescu
- ايوان اريب
- قسطنطين سي آريون
- راندولف ل.براهام
- جورج بريجا
- نيكولاي كاجال
- الكسندرو سيرنات
- ديتريش فون شولتيتز
- جورجي سيبشيانو
- ليفيو تشيولي
- إليانا كوتروباش
- نيكولاي دوسكليسكو
- كونستانتين دوميتريسكو
- إيفان فيتشيف
- إسماعيل الخالدي
- لوسيان لويزو
- ماريان جان مارينيسكو
- لوتشيان بينتيليه
- قسطنطين بوينارو
- دوميترو بروناريو
- إيوان ميخائيل راكوفيتش
- قنسطنطين ساناتيسكو
- هانز جورج فون سيدل
- الكسندرو سليتينو
- سيميون ستويلوف [الإنجليزية]
- الكسندرو تزيغارا ساموركاي
- جورج فلاديسكو ريكواسا
- إيلي فيزيل
- آرثر زيمرمان
- الكسندرو زوب

الدرجة الرابعة
- روبرت أديرهولت[5][6]
- فاسيلي أتاناسيو
- جريجور بلان
- جيمس بيري
- أيون بويشينو
- راندولف ل.براهام
- ليونيد بريجنيف
- كارل فون بولوف
- رونالد ل.بيرجس جونيور
- ليوبولد بوركنر
- إرنستو بورزالي
- ايون بوزدوجان
- بين كاردين[5][6]
- نيكولاي تشوبيركو
- قنسطنطين قنسطنطينيسكو-كلابس
- أوريل كوزما
- لوتشيان كرواتورو
- سالفاتور كبسيا
- ميرسيا دينسكو
- يوجين دوغا
- Émile Dossin de Saint-Georges
- ميهاي دراغانيسكو [الإنجليزية]
- ويم فان إيكلين
- Ștefan Fălcoianu
- نيكولاس فون فالكنهورست
- أنجيلا جورغيو
- هانز جلوبكي
- ماكسيميليان هاكمان
- أورين هاتش غرانت[5][6]
- فريدريش فيلهلم هوك
- فرانسيس هوارد
- ديتريش فون هولسن هيسلر
- سيرجوج إنجر
- رونالد جونسون[5][6]
- هونور كليمين
- غونتر كريشباوم
- إميل كروكوفيتش برزيدرزيميرسكي
- Tadeusz Kutrzeba
- الكسندرو لابيداتو
- كريس لوزين
- Wolf Lepenies
- تشارلز دبليو. ليونز
- ستانيسلاو ماتشيك
- سولومون ماركوس
- فاليريو مولدوفا
- فاسيلي مولدوفينو
- تيودور نيجويش
- ديفين نونيز[5][6]
- ارتور فلبس
- تاديوش بيسكور
- كارل فون بليتنبرغ
- ديفيد بوبيسكو
- أندريه رودوليسكو
- أريستيد رازو
- مايك روجرز[5][6]
- فرانك روليستون
- ماركو روبيو[5][6]
- نيكولاي سامسونوفيتشي
- غوستاف فون سيندن ببران
- ايوانيل سينيسكو
- إيلي ستيفليا
- رودولف ستوجر شتاينر فون شتاينشتاتن
- أناستاس ستولوجان
- ديان سوبوتيتش
- نيكولاي توتورانو
- رودلف توساينت
- الكسندرو فولب
- جاكي والورسكي[5][6]
- بوليسلاف فيينياوا-دوغوسزوفسكي

الدرجة الخامسة
- بول اليكسيو
- إيلي أنتونيسكو
- بيتر أنتونيسكو
- قسطنطين بوديسكو
- Ștefan Balaban
- إيوان أيه باسارابيسكو
- قسطنطين Brătescu
- ميهاي تشوتشو
- قسطنطين كليميسكو
- ميخائيل كوربوليانو
- دوميترو كوروامي
- إيلي كريوليسكو
- انطون كريهان
- قسطنطين كريستيسكو
- نيكولاي دابيجا
- دوميترو دوموسيانو
- الكسندرو دوبريشينو
- قسطنطين دونسيا
- انطون دوركوفيتشي
- قسطنطين إفتيميو
- إرميا جريجوريسكو
- جان كاركز
- رادو كورنى
- دان لوباكو
- راؤول ماجرين فيرنيري
- جورجي مانوليو
- سيرجيو ني
- الكسندرو باستيا
- اوانا بيليا
- ايرينا بيتريسكو
- ارتور فلبس
- قسطنطين بوينارو
- إيوليان بوب
- ديفيد برابورجيسكو
- نيكولاي سامسونوفيتشي
- الكسندرو سيربونيسكو
- أوليج سيريبريان
- قسطنطين توبيسكو

الدرجة السادسة
- إيكاترينا أندرونيسكو
- غيورغي أفراميسكو
- قسطنطين بولتشينو ستولنيشي
- كولين روبرت بالارد
- جيلو باربو
- فيوريل بي باربو
- إيون بيسويو
- مارسيان بليهو
- ميهاي بريديسيو
- نيكولاي كامبريا
- سكارلات كانتاكوزينو
- ايون كاراميترو
- نيكولاي تشوبيركو
- دينا كوشيا
- تيتوس كورلسيان
- بيير دي كوبرتان
- كورينا كريو
- إيوان كولسر
- صموئيل س. كامينغ
- مارسيان دان
- نجو دجوفارا
- فالير دورنيو
- ماريانا دروجيسكو
- تودور غيورغي
- مارسيل جوجيانو
- توماس هنتون
- غابرييل ليسيانو
- ليونارد موتشيولسكي
- يوليا موتوك
- ماريوارا موريرسكو
- دان نيكا
- أندريه أوشتينو
- ريتشارد دبليو. أونيل
- غابرييل أوبريا
- اوكتافيان بالير
- جيكو بيتريسكو
- تيودوسي بيتريسكو
- كوليا روتو
- أريستيد رازو
- ميهاي تونوسيسكو
- رادو تيموفتي
- لازلو توكيس
- كورنيليو فاديم تودور (سحبت) [7])

درجة غير معروفة
- أوتو أدلر [الإنجليزية]
- إلهام علييف
- بيتري أندري
- كوفي أنان
- جورجي أرسينيسكو
- جوزيبي أرزيلي
- بياتريكس ملكة هولندا
- تارشيزيو  بيرتوني [الإنجليزية]
- بوميبول أدولياديج
- جوزيف بيلي
- فولكان بوزكر
- قسطنطين بوديوتينو
- جورج بوش الابن
- جورج بوزاتو
- فيرناندو أنريك كاردوسو
- أنيبال كافاكو سيلفا
- مارين تشاوو
- ماورو تشياروزي
- هنري سيهوسكي
- جاك كوربو
- بول دي سميت دي نايير
- سليمان دميرل
- رادكو ديميترييف
- رومان دموفسكي
- ويرنر إيريج
- إدي فينيش أدامي
- ألبرتو فوجيموري
- فيكتور جومويو
- أرباد كونز
- كوليندا غرابار كيتاروفيتش
- جورجي يونيسكو سيسيتي
- إمريش جوردان
- خوان كارلوس الأول
- ميهايل كوجالنيشينو
- ستيليان كوفاشيف
- ميلان كوتشان
- ليونيد كوتشما
- ريكاردو لاغوس
- إيفان لويكو
- ميرتشا لوتشيسكو
- بيترو وتشنسكي
- فيرينس مادل
- ليون مالهوم
- رجب ميداني
- ستيبان ميسيتش
- ميرون ميتريا
- الويس موك
- ألكسندر بيوتر موهل
- ماريا مورغانتي
- دوميترو سي موروزي
- بوليسلو موشيكي
- زايد بن سلطان آل نهيان
- دانيل نيكولاييف
- بيترو بارولين
- روسن بليفنلييف
- كازيميرز بوروبسكي
- روبرتو راشي
- أرنولد روتل
- سعيد حليم باشا
- خورخي سامبايو
- أوستاشي سابيها
- ماريان ساربو
- رودولف شوستر
- والتر ستودينجر
- ميشال سليمان
- جان زيمبيك
- بستوريل تيودوريانو
- نيكولاي تيموفتي
- مارتن أونرين
- جاي فيرهوفشتان
- فيرا فايك فريبيرجا
- ماتي فلوديسكو
- هاري جدعون ولز
- فالتر فينك
- فريتز ويت
- فالديس زاتلرز
- فردناند زارزيكي
- إرنستو زيديلو